# 察斗詰
察斗詰（さっとづめ）は、江戸時代の刑法の制度の1つ。察度詰とも記述される。容疑者が自白しなくとも、証拠が明白な場合、処刑できるようにするための規定である。

## 概要
江戸時代の裁判は、容疑者の自白が最も重要視されており、証拠や証言がどれだけ揃っていても本人の自白が無い限り、罪状が確定されず刑も執行されなかった。そのため容疑者から自白を引き出すために拷問が行われ、特に殺人・放火・盗賊・関所破り・謀書謀判（文書偽造）の5つの大罪は「悪事の証拠たしかに候とも、白状致さざるもの、ならび同類の内白状致せしも、本人白状致さざる候時」に自白を得るため拷問にかけるべきとされていた。『御定書百箇条』にも、証拠が明白であっても当人の自白が不可欠であるとし、そのために拷問を義務づけている。
しかし、証拠や証言があり、罪状が確固としているにもかかわらず、拷問にかけても白状しない者は、担当した奉行から老中に伺い出て裁許を申渡すことができた。これを察斗詰という。察斗詰は享保以後に1、2例ほどあっただけで、また士分の者に適用されたことはなかった。

## 事例
享和元年（1801年）、信州無宿・彦蔵こと小助が、駕籠に乗って通りかかった者から財布を奪い取った咎で南町奉行所に捕えられた。取調で小助は罪を認めなかったが、被害者や小助を捕えた辻番人の証言、財布をつかんでいたという事実から罪状は明白であること、小助には前科があり、また重追放となった身でありながら御構場所（立入禁止地域）に立ち入ったことなどから、拷問にかけて自白をさせるまでもないとして、町奉行の根岸鎮衛は「重々不届至極につき死罪」という御仕置伺書を提出した。
評定所での評議で「罪状は明白なため、拷問は不要、肥前守の伺いどおり死罪が妥当である」として老中に上申した。これに対し、老中の戸田氏教はその裁決を認めたものの、「そもそも吟味筋（刑事裁判）の儀は大切なことで、拷問について『御定書』にわざわざ記してあるのは、罪状が明白であっても、当人が白状しないのを、拷問もせずに御仕置を申し付けるのは重大だからである」として、これを前例とすることを禁じた。
天保5年（1834年）に北町奉行所に捕えられた播州無宿・定蔵こと木鼠吉五郎は、盗んだ櫛を売った金は1両であったが、大坂で盗みの罪で入墨の上重敲となった前科があり、罪を認めれば再犯として死罪となるため、どれだけ責められても犯行を認めなかった。

縛敲（笞打）・石抱・海老責といった牢問の他、29年間にわたって実施されなかった拷問の「釣責」をも吉五郎は耐え抜いて犯行を否認し続けた。

取調べにあたった吟味方与力たちは町奉行の榊原忠之に察斗詰による死罪を提案、主計頭もそれを受け入れて老中へ申請した。吉五郎が5度目の拷問の際に一度だけ犯行を認めたことと、他の証拠・証言を根拠として、天保7年（1836年）5月23日に吉五郎は死罪となった。